# 何塞·何塞
何塞·罗穆洛·索萨·奥尔蒂斯（西班牙語：José Rómulo Sosa Ortiz，1948年2月17日—2019年9月28日），藝名何塞·何塞，是墨西哥著名歌手。

## 生平
1948年2月17日生于墨西哥城。他的父亲何塞·索萨·埃斯基韦尔是歌剧男高音，他的母亲玛格丽塔·奥尔蒂斯是古典钢琴家。
2017年通过社交媒体公开了身患胰腺癌的消息。9月28日在美国迈阿密去世，享年71岁。